# Kanton Chambray-lès-Tours
Der Kanton Chambray-lès-Tours war bis 2015 ein französischer Wahlkreis im Arrondissement Tours, im Département Indre-et-Loire und in der Region Centre-Val de Loire; sein Hauptort war Chambray-lès-Tours, Vertreter im Generalrat des Départements war zuletzt von 2001 bis 2015, wiedergewählt 2008, Jean-Claude Landré (DVG). 
Der Kanton war 129 km² groß und hatte 22.058 Einwohner (Stand: 2012). 

## Gemeinden
Der Kanton umfasste Wahlberechtigte aus fünf Gemeinden:
| Gemeinde           | Einwohner Jahr | Fläche km² | Bevölkerungsdichte | Code INSEE | Postleitzahl |
| ------------------ | -------------- | ---------- | ------------------ | ---------- | ------------ |
| Chambray-lès-Tours | 10.881 (2013)  | 19,4       | 561 Einw./km²      | 37050      | 37170        |
| Cormery            | 1733 (2013)    | 6,07       | 286 Einw./km²      | 37083      | 37320        |
| Esvres             | 5181 (2013)    | 35,85      | 145 Einw./km²      | 37104      | 37320        |
| Saint-Branchs      | 2588 (2013)    | 51,16      | 51 Einw./km²       | 37211      | 37320        |
| Truyes             | 2175 (2013)    | 16,39      | 133 Einw./km²      | 37263      | 37320        |